# نودانک
نودانک  جماعت و شهرکی در کشور تاجیکستان است که در ناحیهٔ نورآباد ناحیه‌های تابع جمهوری قرار دارد. جمعیت این جماعت ۷۴۳۸ است.